# Kuchyně Konžské republiky
Kuchyně Konžské republiky (Kongo-Brazzaville) je podobná kuchyni Konžské demokratické republiky i ostatním kuchyním sousedních států. Byla ovlivněna francouzskou, arabskou i asijskou kuchyní. Jídla jsou většinou dušená, základní potravinou je maniok. Dále se používá maso (spíše ve vnitrozemí), ryby, ústřice, krevety (spíše na pobřeží), plantainy, palmový olej nebo ovoce (například banány nebo ananas). Koření se příliš nepoužívá, výjimkou je pepř. Běžně se také loví zvířata v přírodě, například opice, antilopy nebo krokodýli.
Ve větších městech existují i restaurace nabízející pokrmy z francouzské, indické nebo čínské kuchyně.

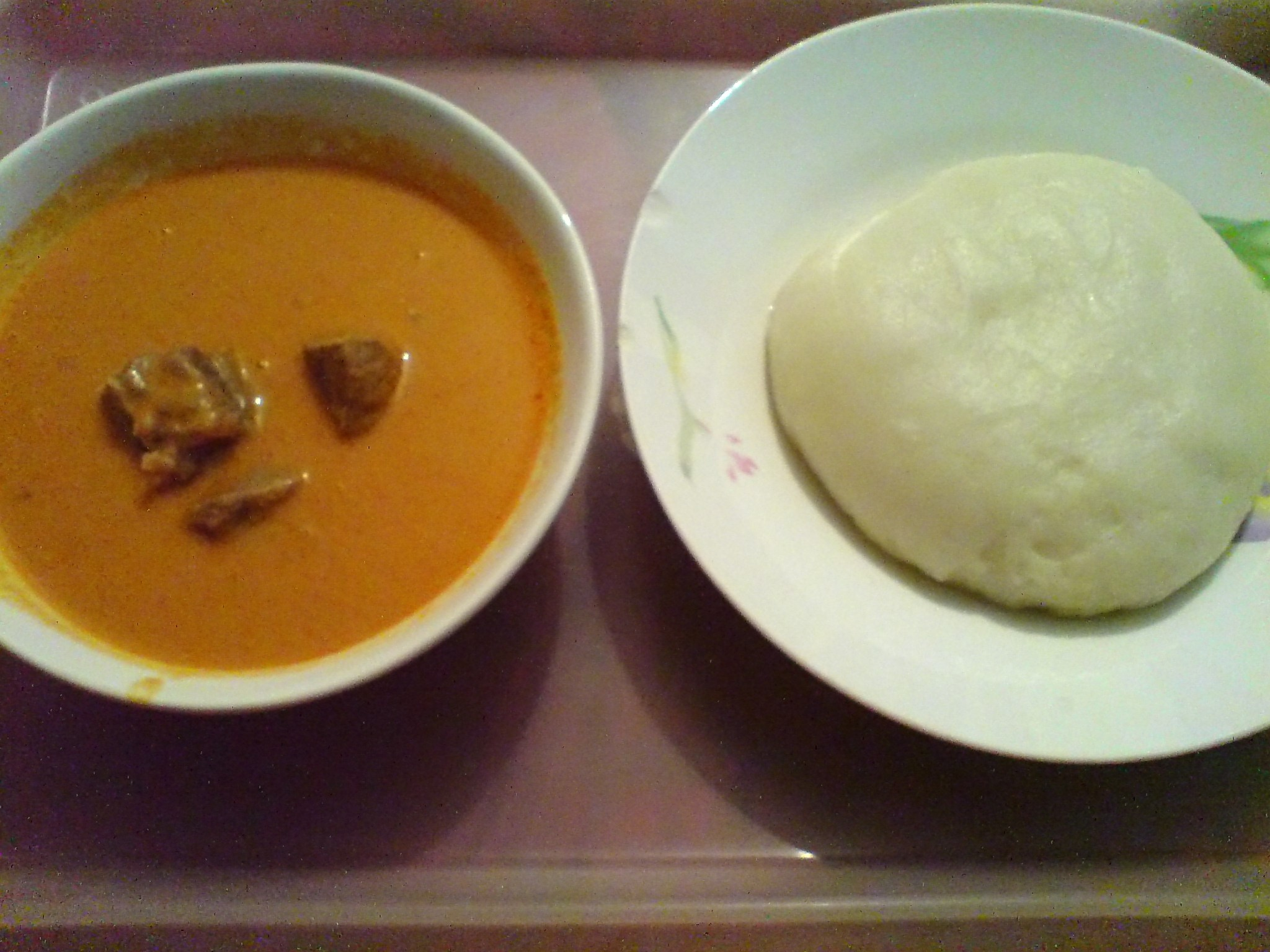
Fufu

## Příklady konžských pokrmů
- Bageta
- Fufu, nevýrazná placka podávaná jako příloha[1]
- Moambe, pokrm z kuřecího masa, palmového oleje a cibule. Národní jídlo Konga.[2][1]
- Kozí dušenina[1]
- Maboka, ryba vařená v listech marantu[1]
- Smažené plantainy[1]
- Pili pili, pikantní chilli omáčka[1][2]
- Z nápojů stojí za zmínku palmové víno, víno z cukrové třtiny, banánové pivo nebo káva[1]